# 学校法人穴吹学園
学校法人穴吹学園（がっこうほうじんあなぶきがくえん）は、中四国で17校の専門学校を運営する3つの学校法人である。

## 概説
同じ「学校法人穴吹学園」という名称の法人が、高松校、徳島校と福山校の3法人存在する。
3法人が運営する17校と、系列校であるが学校法人化されていない広島校を含めた18校の総称として、「穴吹学園」と呼ばれ、これらと関連企業と併せて「穴吹カレッジグループ」を形成している。本部は香川県高松市錦町一丁目22番23号。　
穴吹工務店を母体として設立された。シンボルマークは同社と同じものを使用していたが、穴吹グループの総帥だった穴吹夏次の死去の2年後の2002年から現在のものを使用している。2011年に穴吹興産社長の穴吹忠嗣が理事長に就任した。穴吹工務店が2009年に経営破綻し、大京の完全子会社となったため、同社との関連はなくなっている。また、穴吹興産とも社長が理事長を兼務し、直接の人的関連こそ残っているものの事業での関係は希薄となっている。一方、インターネットのドメイン名は、学校法人穴吹学園は「anabuki.ac.jp」、穴吹工務店は「anabuki.co.jp」、穴吹興産は「anabuki.ne.jp」と、セカンドレベルドメインしか相違がない。

## 建学の理念
「地域社会に貢献する」

## 校訓
「日々是前進」

## 沿革
- 1985年4月 - 四国情報ビジネス学院を開校（高松）。
- 1986年4月
  - 四国情報ビジネス学院が香川県知事より専修学校として認可され、穴吹情報ビジネス専門学校と校名を変更（高松）。
  - 徳島情報ビジネス学院を開校（徳島）。
- 1987年3月 - 学校法人穴吹学園設立（徳島）。
- 1987年4月 - 徳島情報ビジネス学院が徳島県知事より専修学校として認可され、穴吹電子ビジネス専門学校と校名を変更（徳島）。
- 1988年4月 - 米国HEALD INSTITUTE OF TECHNOLOGY (SAN FRANCISCO) と姉妹校提携を結ぶ。
- 1988年12月 - 学校法人穴吹学園設立（福山）。登記簿上は学校法人梅園学園（1950年設立）を同年6月に改称。
- 1989年4月 - 穴吹コンピュータ専門学校・穴吹国際ビジネス専門学校を開校（福山）。
- 1989年10月 - 米国エバンスビル大学（インディアナ州）と姉妹校提携及び留学提携を結ぶ。
- 1991年1月 - 豪州グリフィス大学（クイーンズランド州）と姉妹校提携及び留学提携を結ぶ。
- 1991年4月 - 学校法人穴吹学園設立（高松）。穴吹デザイン専門学校を開校（広島）。
- 1991年10月 - 穴吹学園日本語学校が財団法人日本語教育振興協会から認定を受ける（高松）。
- 1991年11月 - 韓国の学校法人東西学園 慶南専門大学・東西工科大学と姉妹校提携を結ぶ。
- 1992年4月
  - 穴吹情報ビジネス専門学校を、穴吹情報専門学校と校名を変更（高松）。
  - 専門学校穴吹カレッジオブビジネス・専門学校穴吹カレッジオブデザイン・穴吹学園日本語学校を開校（高松）。
- 1993年2月 - 学校法人穴吹学園台北事務所開設（台湾）。
- 1993年4月 - 穴吹電子ビジネス専門学校を、専門学校穴吹カレッジと校名を変更（徳島）。
- 1995年3月 - 英国ミドルゼックス大学（ロンドン近郊）と姉妹校提携及び留学提携を結ぶ。
- 1996年4月 - 台湾忠信学校（新竹市）と教育連携校提携を結ぶ。
- 1996年8月 - 豪州ボンド大学（クイーンズランド州）と姉妹校提携及び留学提携を結ぶ。
- 1999年11月 - 台湾台北市私立喬治高級工商職業学校（台北市）と教育連携校提携を結ぶ。台湾私立中山高級工業商業職業学校（高雄縣）と教育連携校提携を結ぶ。
- 1999年12月 - 台湾台北市立松山高級商業家事職業学校（台北市）と教育連携校提携を結ぶ。
- 2001年11月 - 穴吹学園上海事務所を開設（中華人民共和国）。
- 2002年4月
  - 専門学校穴吹リハビリテーションカレッジ・専門学校穴吹工科カレッジ・専門学校穴吹ビューティカレッジを開校（高松）。
  - 穴吹情報専門学校を、専門学校穴吹コンピュータカレッジと校名を変更（高松）。
  - 専門学校穴吹カレッジオブビジネスを、専門学校穴吹ビジネスカレッジと校名を変更（高松）。
  - 専門学校穴吹カレッジオブデザインを、専門学校穴吹デザインカレッジと校名を変更（高松）。
- 2003年4月 - 穴吹ビューティ専門学校を開校（福山）。
- 2005年4月 - 専門学校穴吹医療福祉カレッジを開校（高松）。
- 2006年4月 - 専門学校穴吹動物看護カレッジを開校（高松）。穴吹調理師専門学校を開校（福山）。高松高等学院が、香川県教育委員会より技能教育施設として指定を受ける。
- 2006年6月 - 台湾台北縣立鶯歌高級工商職業学校（台北縣）と教育連携校提携を結ぶ。
- 2006年10月 - ロシア カムチャツカ国立大学（カムチャツカ）と姉妹校提携を結ぶ。フランストゥーレーヌエステティック学院（トゥール）と姉妹校提携を結ぶ。
- 2007年4月 - 専門学校穴吹医療カレッジを開校（高松）。
- 2008年4月
  - 専門学校穴吹医療福祉カレッジを、専門学校穴吹パティシエ福祉カレッジと校名を変更（高松）。
  - 専門学校穴吹福祉医療カレッジ・専門学校穴吹デザインビューティカレッジを開校（徳島）。
  - 専門学校穴吹カレッジを、専門学校穴吹情報公務員カレッジと校名を変更（徳島）。
  - 穴吹動物専門学校を開校（福山）。穴吹コンピュータ専門学校を、穴吹情報デザイン専門学校と校名を変更（福山）。
  - 穴吹国際ビジネス専門学校を、穴吹医療福祉専門学校と校名を変更（福山）。
  - 穴吹調理師専門学校を、穴吹調理製菓専門学校と校名を変更（福山）。
- 2008年6月 - 韓国ソウル市漢陽工業高等学校と教育連携校提携を結ぶ。
- 2012年4月 - 専門学校穴吹医療カレッジを穴吹医療大学校と校名を変更（高松）。
- 2020年
  - 4月 - 専門学校穴吹情報公務員カレッジ・専門学校穴吹調理デザインビューティカレッジ・専門学校穴吹福祉医療カレッジが統合し、専門学校徳島穴吹カレッジ（徳島）が開校
  - 10月 -せとうち観光専門職短期大学の開学が認められるようになる（2021年4月）

## 運営校
所在地の後の◎は登記上の主たる事務所。

### 高松校
- 専門学校穴吹コンピュータカレッジ
- 専門学校穴吹ビジネスカレッジ
- 穴吹学園高等学校
  - 香川県高松市番町二丁目4-14
- 専門学校穴吹ビジネスカレッジ日本語学科
- 専門学校穴吹デザインカレッジ
- 専門学校穴吹ビューティカレッジ
  - 香川県高松市錦町一丁目3-5
- 専門学校穴吹工科カレッジ
- 専門学校穴吹リハビリテーションカレッジ
  - 香川県高松市上天神町722-1
- 専門学校穴吹パティシエ福祉カレッジ
  - 香川県高松市西の丸町14-10
- 専門学校穴吹動物看護カレッジ
  - 香川県高松市塩屋町6-2
- 穴吹医療大学校
  - 香川県高松市錦町一丁目22-23◎

### 徳島校
- 専門学校徳島穴吹カレッジ
  - 徳島市徳島町2丁目20◎

### 福山校
- 穴吹情報デザイン専門学校
- 穴吹医療福祉専門学校
- 穴吹動物専門学校
  - 広島県福山市東町2-3-6◎
- 穴吹ビューティ専門学校
  - 広島県福山市入船町2-2-3
- 穴吹調理製菓専門学校
  - 広島県福山市東町2-2-24

### 広島校
- 穴吹デザイン専門学校
  - 広島県広島市南区松川町2-24

### かつて存在していた教育施設
- 高松高等学院 - 香川県教育委員会指定技能教育施設、クラーク記念国際高等学校高松キャンパス（2015年8月移転）。穴吹学園高等学校の開校に伴い、2021年3月廃止。
  - 香川県高松市錦町一丁目7-5
- 専門学校穴吹情報公務員カレッジ - 2020年専門学校徳島穴吹カレッジへの統合により廃校
  - 徳島県徳島市徳島町2-57
- 専門学校穴吹福祉医療カレッジ - 同上
- 専門学校穴吹デザインビューティカレッジ - 同上
  - 徳島県徳島市徳島町2-20

## 関連企業
- 株式会社穴吹アップライズ
  - 旧社名は「穴吹テレコム株式会社」で、当初は携帯電話販売を行っていたが、2004年に事業譲渡。現在はソフトウェア開発、カー用品店「アップガレージ」のフランチャイズ店を運営している。2021年4月に商号変更。
- 株式会社穴吹進学ゼミナール
  - 進学塾「穴吹進学ゼミナール」の運営。穴吹コンピュータサービス株式会社から2009年に商号変更。東進衛星予備校のフランチャイズ3カ所で運営している。
- 株式会社穴吹カレッジサービス
  - 社会人教育事業、ソフトウェア開発事業、広告制作事業を行っている。

### 過去の関連企業
- 株式会社穴吹職業紹介センター
  - 有料職業紹介事業などを行っていたが、2012年に株式会社穴吹カレッジサービスに合併された。現在は同社も職業紹介事業は営んでいない。

なお、高松高等学院を運営していた株式会社穴吹総合教育企画は、2014年に高松高等学院が穴吹学園本体の運営になったため、現在の事業は不明。